# Konturenflug
Der Konturenflug ist ein Flugmanöver von Hubschraubern und militärischen Flugzeugen, bei dem der Pilot dicht über dem Boden fliegt. Hierdurch soll verhindert werden, dass das Luftfahrzeug von feindlichen Einheiten oder feindlichem Radar entdeckt wird. Allerdings hat die Einführung von Look-down/shoot-down Radarsystemen diesen Vorteil verringert. Verwendung findet der Tiefstflug auch beim Absetzen von Material in unwegsamem Gelände.
Hubschrauber fliegen dabei mit einer Geschwindigkeit von etwa 80 Knoten (= ca. 150 km/h) in einer Höhe von 40 Fuß (= 12 m) über dem Boden. Hier wird der Konturenflug auch als Kompromiss zwischen normalem Flug und Nap-of-the-earth (NOE) bezeichnet, bei dem mit einer noch geringeren Flughöhe das Risiko des Entdecktwerdens minimiert wird, aber auch nur Geschwindigkeiten von 50 Knoten (= ca. 90 km/h) möglich sind.
Moderne Lenkflugkörper wie der Taurus-Marschflugkörper sind zum Konturenflug im hohen Unterschallbereich in der Lage.
Bei Militärflugzeugen spricht man auch von einem Terrainfolgeflug oder auch Geländefolgeflug, bei dem versucht wird, den Unebenheiten des Terrains zu folgen. Dieser kann von Hand oder automatisch mit Hilfe eines Terrainfolgeradars gesteuert werden.
Für das Absetzen von Lasten in unwegsamem Gelände wurde das Verfahren Abwerfen aus extrem niedriger Höhe, umgangssprachlich Afrika-Verfahren genannt, entwickelt. Dabei werden Güter (z. B. Nachschub, Reissäcke) beim Tiefstflug in ca. 20 Fuß Höhe (etwa 7 Meter) ohne Fallschirm abgeworfen. Das Flugzeug fliegt mit steilerem Anstellwinkel (Langsamflug, ursprgl. kurz hochziehen), so dass nach dem Entfernen der Ladungssicherung die palettierte Last automatisch über die offene Rampe zu Boden fällt. Den Namen Afrika-Verfahren erhielt diese Möglichkeit der Versorgung, weil sie durch die großflächige Nahrungsmittelverteilung während der Äthiopien-Hilfe 1984 mit der Transall C-160 bekannt wurde.